# Rogas areolatus
Rogas areolatus är en stekelart som först beskrevs av Szepligeti 1914.  Rogas areolatus ingår i släktet Rogas och familjen bracksteklar. Inga underarter finns listade i Catalogue of Life.